# AT 2018pw
AT 2018pw es un candidato de supernova descubierto en febrero de 2018 por miembros del proyecto Supernova Hunters de ciencia ciudadana, ubicado en la esquina inferior derecha de la constelación de Aries.

## Descubridores
- K. C. Chambers (IfA, Universidad de Hawái)
- M. E. Huber (IfA, Universidad de Hawái)
- H. Flewelling (IfA, Universidad de Hawái)
- E. A. Magnier (IfA, Universidad de Hawái)
- A. Schultz (IfA, Universidad de Hawái)
- T. Lowe (IfA, Universidad de Hawái)
- J. Bulger (IfA, Universidad de Hawái)
- S. J. Smartt (Universidad de la Reina de Belfast)
- K. W. Smith (Universidad de la Reina de Belfast)
- J. Tonry (IfA, Universidad de Hawái)
- C. Waters (IfA, Universidad de Hawái)
- D. E. Wright (Universidad de Minnesota)
- D. R. Young (Universidad de la Reina de Belfast)
- S. Barquin (Proyecto Supernova Hunters)
- J. Campos (Proyecto Supernova Hunters)
- B. L. Goodwin (Proyecto Supernova Hunters)